# Jefferson County (Idaho)
Jefferson County ist ein County im Bundesstaat Idaho der Vereinigten Staaten. Der Verwaltungssitz (County Seat) ist Rigby.

## Geographie
Das County liegt im mittleren Osten von Idaho, ist im Norden etwa 60 km von Montana, im Osten etwa 70 km von Wyoming entfernt und hat eine Fläche von 2863 Quadratkilometern, wovon 27 Quadratkilometer Wasserfläche sind. Es grenzt im Uhrzeigersinn an folgende Countys: Clark County, Fremont County, Madison County, Bonneville County, Bingham County und Butte County. Es liegt vollständig in der Ebene der Snake River Plain.

## Geschichte
Jefferson County wurde am 18. Februar 1913 aus Teilen des Fremont County gebildet. Benannt wurde es nach dem US-Präsidenten Thomas Jefferson.
5 Bauwerke und Stätten des Countys sind im National Register of Historic Places eingetragen.

## Demografische Daten
Nach der Volkszählung im Jahr 2000 lebten im Jefferson County 19.155 Menschen in 5.901 Haushalten und 4.880 Familien. Die Bevölkerungsdichte betrug 7 Personen pro Quadratkilometer. Ethnisch betrachtet setzte sich die Bevölkerung zusammen aus 90,87 Prozent Weißen, 0,28 Prozent Afroamerikanern, 0,46 Prozent amerikanischen Ureinwohnern, 0,23 Prozent Asiaten, 0,08 Prozent Bewohnern aus dem pazifischen Inselraum und 6,76 Prozent aus anderen ethnischen Gruppen; 1,33 Prozent stammten von zwei oder mehr Ethnien ab. 9,96 Prozent der Bevölkerung waren spanischer oder lateinamerikanischer Abstammung.
Von den 5.901 Haushalten hatten 47,6 Prozent Kinder unter 18 Jahren, die bei ihnen lebten. 72,6 Prozent davon waren verheiratete, zusammenlebende Paare. 6,8 Prozent waren allein erziehende Mütter und 17,3 Prozent waren keine Familien. 15,2 Prozent waren Singlehaushalte und in 7,4 Prozent lebten Menschen mit 65 Jahren oder älter. Die Durchschnittshaushaltsgröße betrug 3,23 und die durchschnittliche Familiengröße war 3,62 Personen.
36,3 Prozent der Bevölkerung waren unter 18 Jahre alt, 9,6 Prozent zwischen 18 und 24 Jahre, 25,5 Prozent zwischen 25 und 44 Jahre, 19,3 Prozent zwischen 45 und 64 Jahre. 9,3 Prozent waren 65 Jahre oder älter. Das Durchschnittsalter betrug 29 Jahre. Auf 100 weibliche Personen kamen 102,2 männliche Personen. Auf 100 Frauen im Alter von 18 Jahren und darüber kamen 101,0 Männer.
Das jährliche Durchschnittseinkommen der Haushalte betrug 37.737 USD, das Durchschnittseinkommen der Familien 41.530 USD. Männer hatten ein Durchschnittseinkommen von 31.298 USD, Frauen 19.755 USD. Das Prokopfeinkommen betrug 13.838 USD. 8,0 Prozent der Familien und 10,4 Prozent der Einwohner lebten unterhalb der Armutsgrenze.

## Orte im County
- Annis
- Barlow
- Bassett
- Camas
- Garfield
- Grant
- Hamer
- Hawgood
- Heise
- Labelle
- Lewisville
- Lorenzo
- Menan
- Midway
- Monteview
- Mud Lake
- Rigby
- Ririe
- Roberts
- Sage Junction
- Terreton